# Wendolee
Sandra Wendolee Ayala González (Torreón, Coahuila, 14 de enero de 1982), conocida como Wendolee, es una cantante, intérprete y activista mexicana, conocida por su fugaz participación en el reality show de canto La Academia de TV Azteca en 2002, donde obtuvo el lugar número 12 de la competencia, y una de las integrantes de la Primera generación, siendo la primera mujer eliminada en la historia del concurso de telerrealidad.

## BIografía
Wendolee nació en Torreón, Coahuila el 14 de enero de 1982, desde temprana edad cantaba en una iglesia ubicada en su natal ciudad.
En 2002, le llegó la oportunidad de realizar el casting de La Academia, reality show de TV Azteca donde fue elegida entre los 14 participantes, entre ellos Myriam, Yahir, Víctor, Nadia, Toñita, María Inés y Laura. En este concurso no logró destacar a diferencia de sus compañeros, fue la tercera participante y primera mujer eliminada de la competencia. Debido a su limitada participación, volvió al concurso en 3 emisiones de exparticipantes, donde en ninguna fue elegida por el público. Además fue firmada por Azteca Music, así como la preparación de un disco de corte infantil, con la compañía EMI Music, que jamás se logró publicar. En ese mismo año TV Azteca le otorgó participaciones en programas como Cada Mañana de reportera y una participación en Con sello de mujer, como colaboradora.
En 2003, participó en Desafío de estrellas, donde fue eliminada, también participó en Homenaje a, —emisión que reunía a las dos ediciones del reality—, durante ese año interpretó el tema Calor para el álbum Los chicos del barrio. En 2004 participó en el concurso Chispa musical, como animadora. En ese año presenta el programa Detrás de los famosos a lado de Laura Caro, para la señal de Azteca América en Los Ángeles, Estados Unidos, a la par que Mujeres Today.
En 2010, participó en el concurso de canto Segunda oportunidad. En 2011, lanzó su primera producción discográfica titulada Quiero ser tu amante, lanzado de forma independiente en el mercado. En 2012, lanzó su primer disco homónimo —en formato EP—, en cual el sencillo «La cachonda» obtuvo popularidad en la radio, específicamente en la zona pacífico de México. En ese mismo año forma parte del activismo "Gordibuenas Fit Club" donde visibiliza las tallas grandes de mujeres, además se lanza el tema Ten fe, de su composición y del cual forma parte de la gira Primera generación, también lanza la segunda parte de su disco en 2013.
En 2017, participa en la gira de Primera generación junto a 12 de los 14 integrantes originales.
En 2019, participó en la película Polvo, dirigida por José María Yazpik. En 2020, lanza su sexto disco Del otro lado.
En 2022, reaparece en las pantallas de TV Azteca, en el reality show Soy famoso ¡Sácame de aquí! y ese mismo año promociona el sencillo Mucha mujer, de la mano de Sony Music Latin. También regresa como invitada a La Academia a 20 años.

## Vida personal
En 2005, conoció al empresario Todd Hill, quien luego 8 años, más tarde, en 2013 contraerían matrimonio.
Desde 2010, Wendolee sufre de epilepsia.
En 2021, nació su hija Hannah, con quien procreó con Todd Hill.

## Otros proyectos

### Cine
- Polvo (2019) - Juanita

### Televisión
- La Academia (2002) - Participante (12.° lugar)
- Con sello de mujer (2002) - Presentadora
- Cada mañana (2003) - Reportera
- Desafío de estrellas (2003) - Participante
- Homenaje a (2003) - Participante
- Lo que callamos las mujeres (2004)
- Chispa musical (2004) - Animadora
- Detrás de los famosos (2004) (Azteca América) - Presentadora
- Mujeres Today (2004)
- Segunda oportunidad (2010)
- Soy famoso, ¡Sácame de aquí! (2022) - Participante (5.° lugar)
- La Academia 20 años (2022) - Invitada musical

## Discografía

### Álbumes de estudio
- Quiero ser tu amante (2011)
- Wendolee (2012)
- Wendolee 2 (2013)
- De corazón ranchero (2015)
- Mi vida con banda (2018)
- Del otro lado (2020)